# Ajaigarh
Ajaigarh (hindi: अजयगढ़, tr. Ajaygaṛh) er en by i den nordlige del af delstaten Madhya Pradesh. Byen har 16.656(2011) indbyggere.
Ajaigarh var tidligere hovedstad i fyrstestaten Ajaigarh.